# یواس‌اس هنکاک (ای‌پی-۳)
یواس‌اس هنکاک (ای‌پی-۳) (به انگلیسی: USS Hancock (AP-3)) یک کشتی بود که طول آن ۴۵۶ فوت ۶ اینچ (۱۳۹٫۱۴ متر) بود. این کشتی در سال ۱۸۷۹ ساخته شد.